# Prümerburg
Die Prümerburg ist die Ruine einer Höhenburg auf einem rund 30 Meter hohen Lias-Sandsteinfelsen am oberen Rand des Flusstales der Prüm bei der Gemeinde Prümzurlay im Eifelkreis Bitburg-Prüm in Rheinland-Pfalz.

## Geschichte
Die Prümerburg, ein Lehen der Grafen und späteren Herzöge von Luxemburg, wird 1337 erstmals urkundlich erwähnt, jedoch vermutlich im 12. Jahrhundert erbaut. In der direkten Umgebung existierten bereits deutlich früher vorgeschichtliche Wallburgen. Die Prümerburg soll 1658 abgebrannt sein.
Walther von Meysenburg ist 1337 der erste nachzuweisende Lehensträger. Im Jahr 1351 waren Gottfried von Meysenburg und seine Frau Katharina von Homburg Lehensträger der Burg, später ging Prümzurlay wie  Clerf an die Herren von Brandenburg (Eine Seitenlinie der Grafen von Vianden). Belegt sind in der Folge die Geschlechter von Vinstingen (durch Heirat) und von Haracourt (ebenfalls durch Heirat) als Lehensträger. Eine Linie der Familie von der Heyden erwarb in der frühen Neuzeit die Herrschaft Prümerburg gemeinsam mit Niederweis und Stolzemburg.
Nordwestlich im Tal hat sich die spätgotische frühere Burgkapelle St. Nikolaus erhalten.

## Anlage
Heute sind noch die Ruinen des Bergfrieds und des Palas erhalten. Der Bergfried ist fünfeckig und kann bis oben bestiegen werden. Vom Palas steht noch die südliche Giebelwand, sowie ein Keller, der eine Felsspalte überbrückt.
Der Zugang zur Burg erfolgt über eine Brücke im Nordosten.

Prümerburg
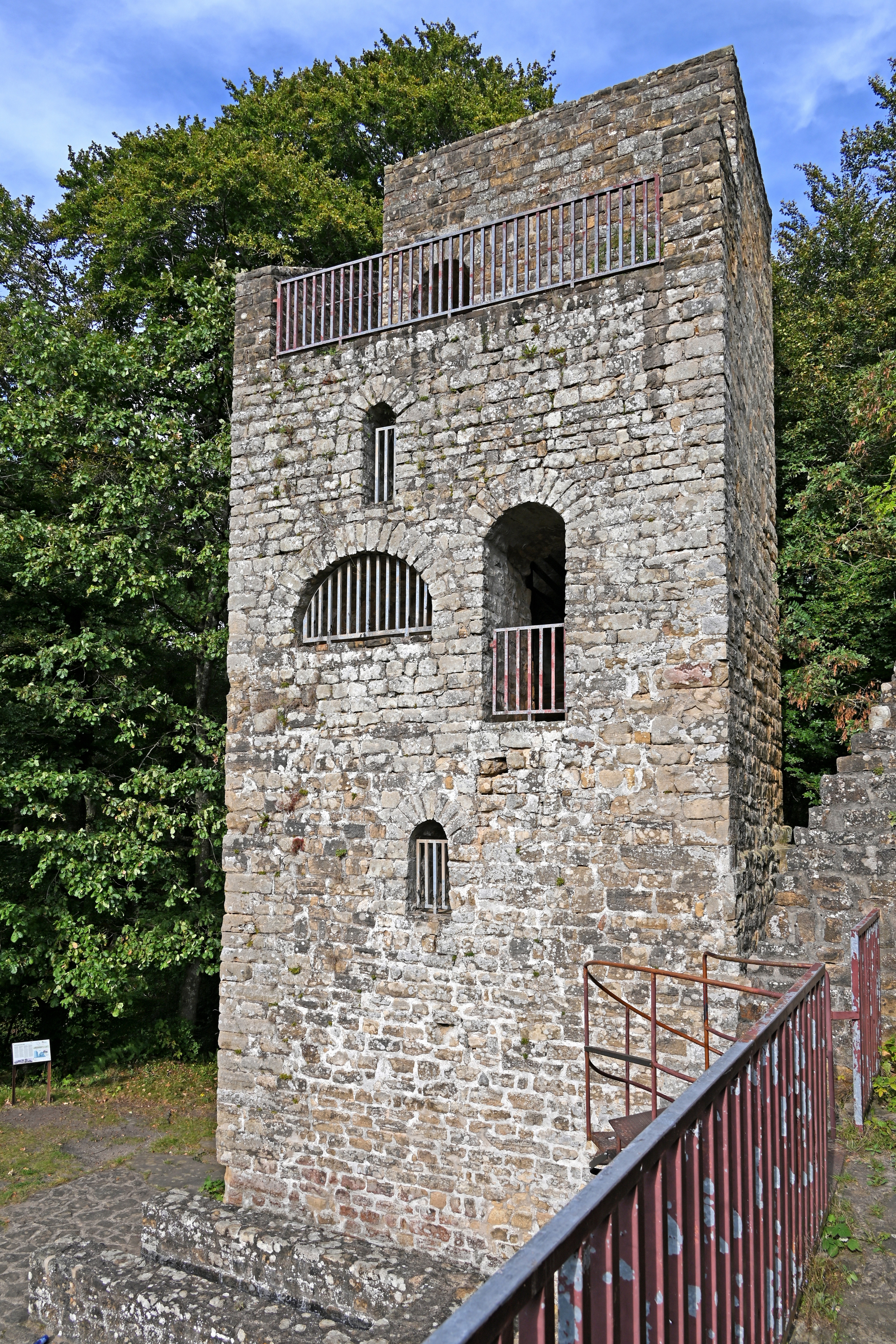
Bergfried
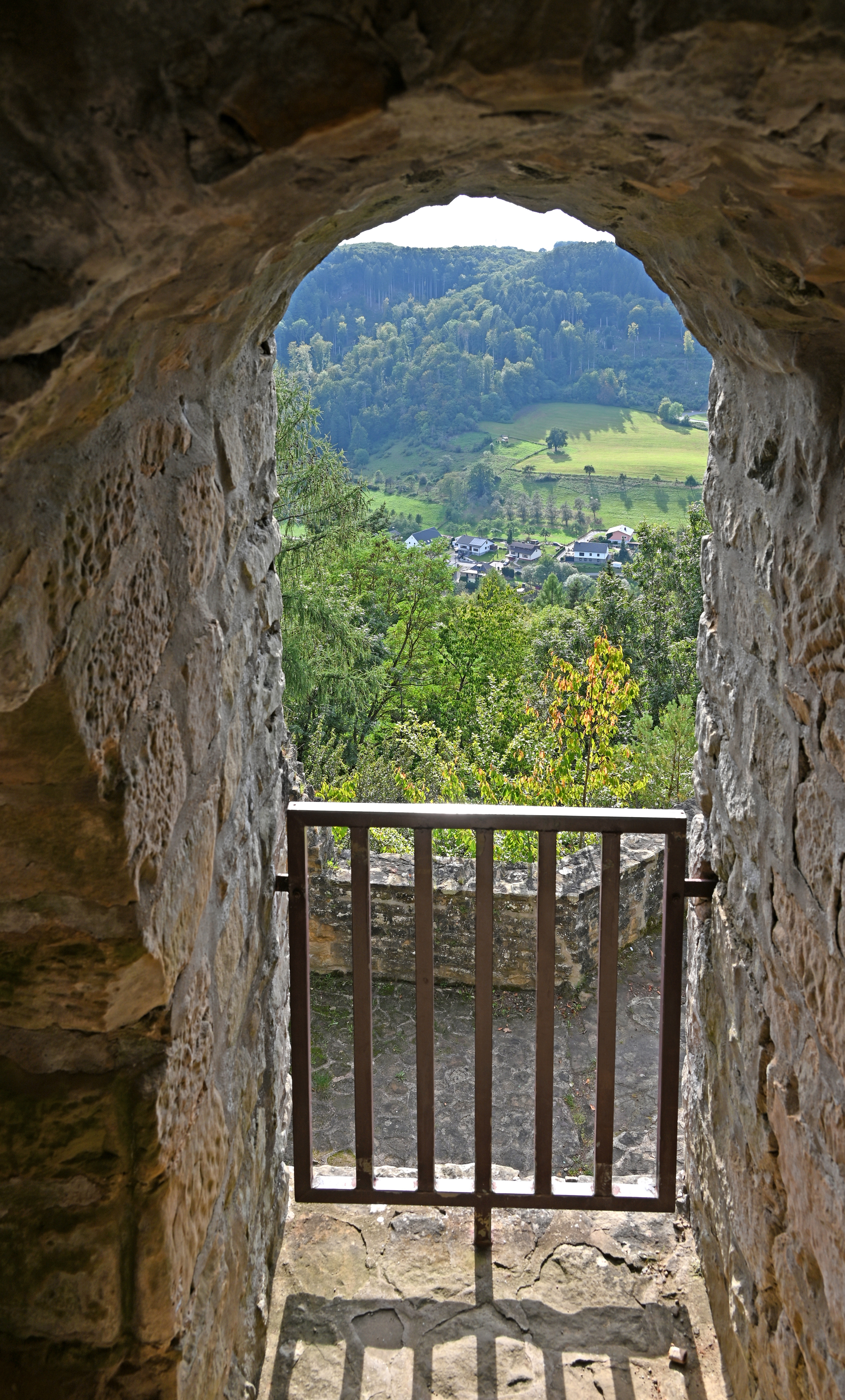
Prümzurlay
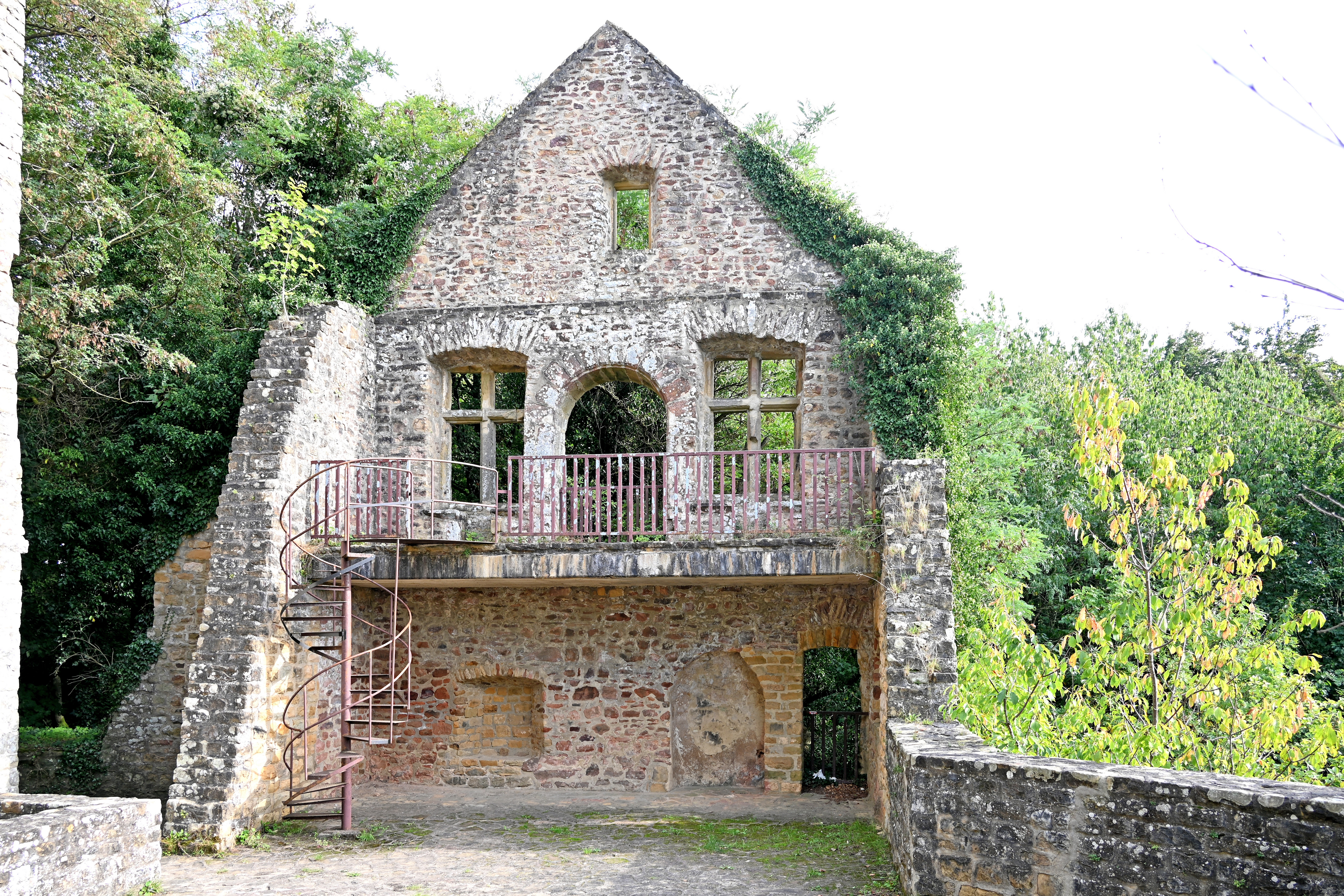
Reste des Palas
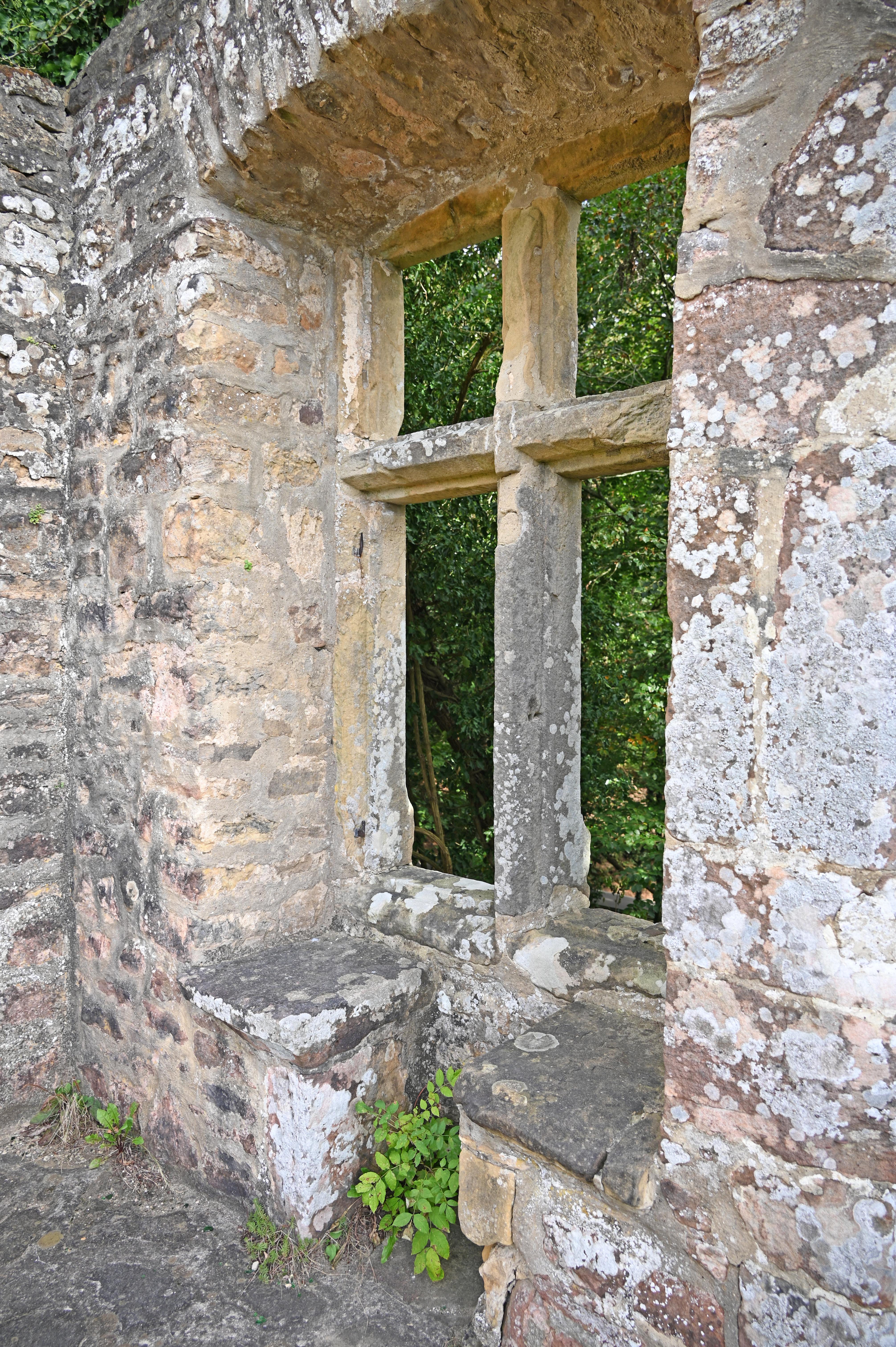
Palas-Fenster
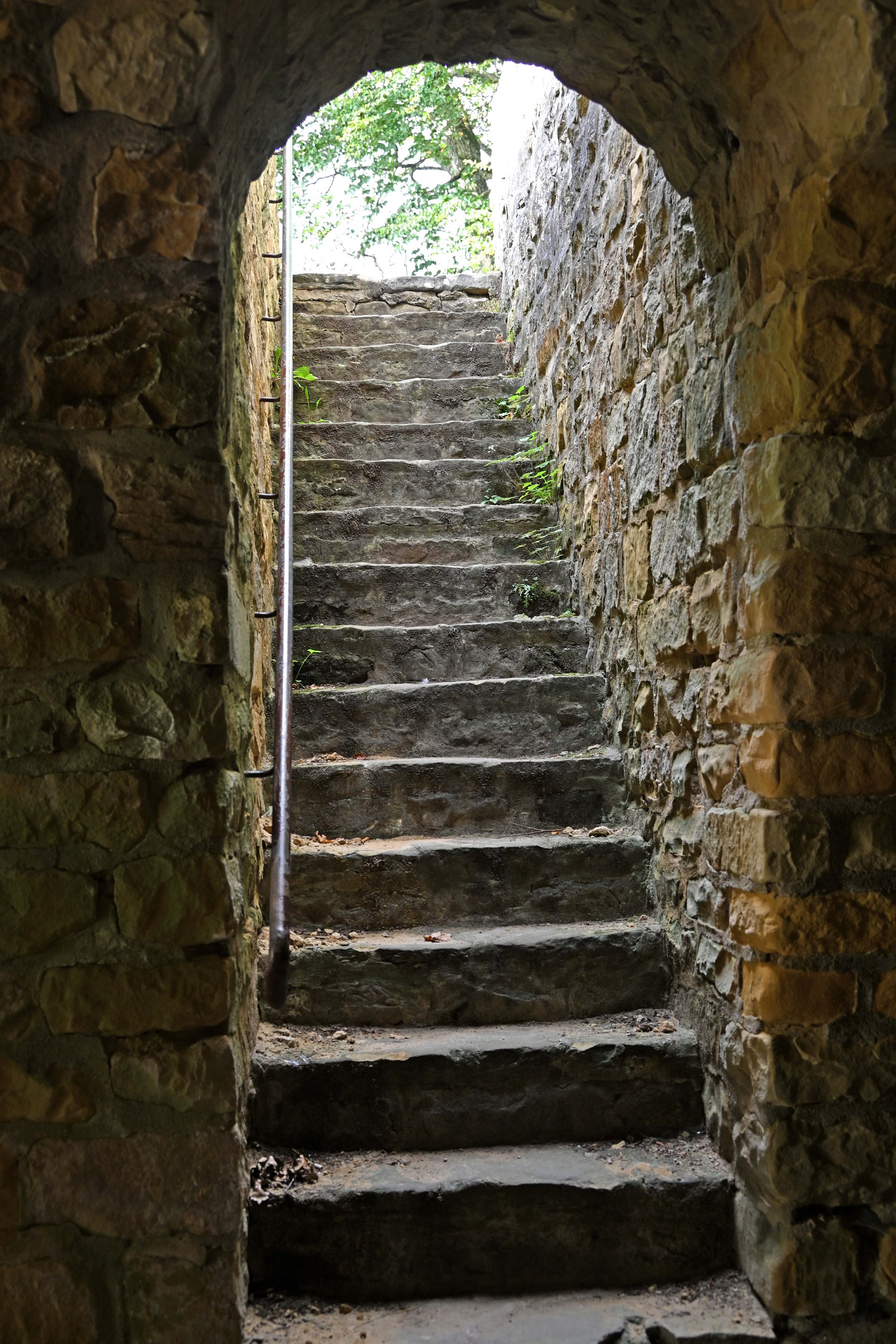
Kellertreppe
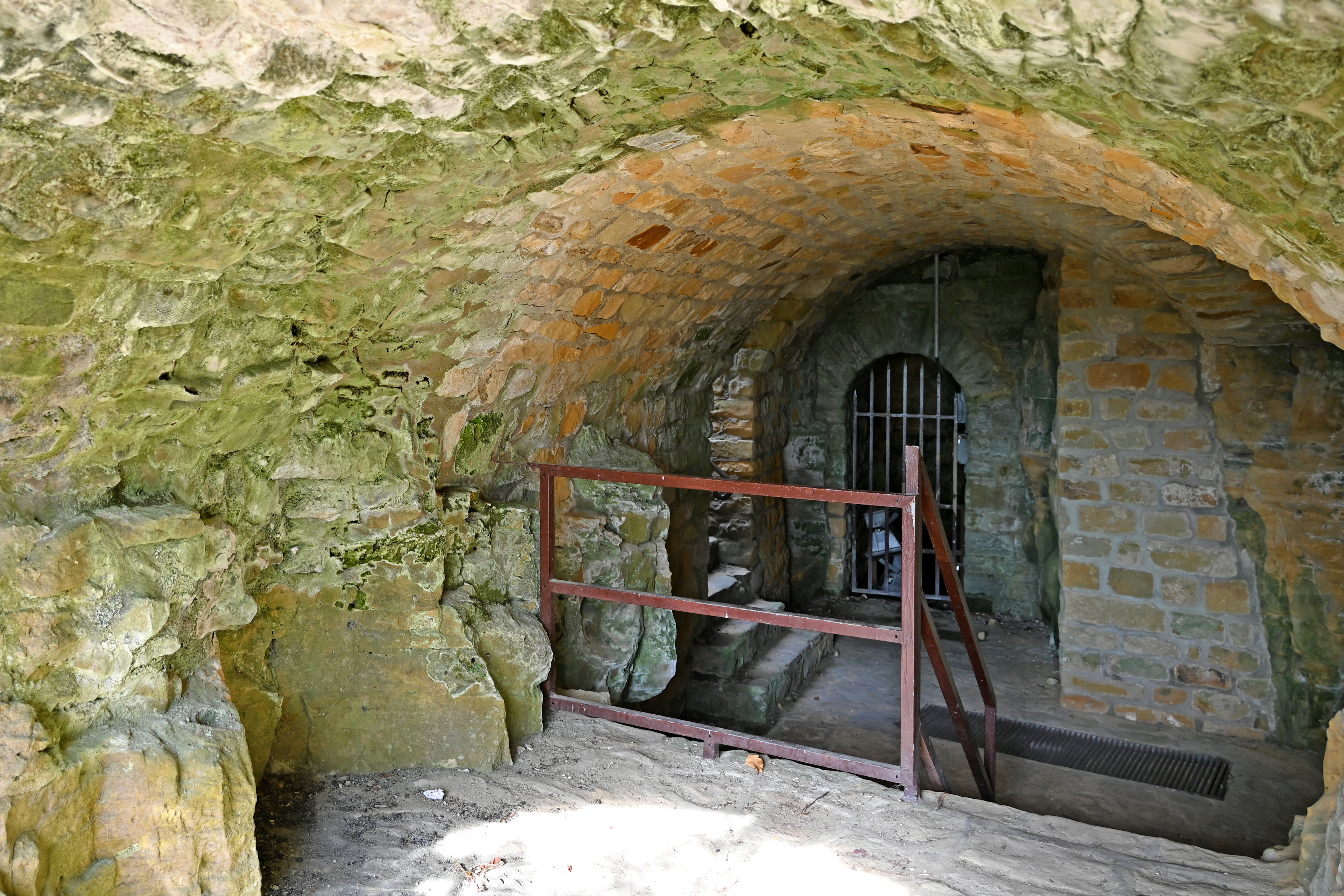
Kellergewölbe